# Газопровод Сахалин — Хабаровск — Владивосток
Газопровод «Сахалин — Хабаровск — Владивосток» — газопровод, предназначенный для транспортировки природного газа с Сахалина в Приморский край и другие регионы Дальнего Востока. Проектная мощность газопровода — 5,5 млрд м³ природного газа в год. Эксплуатацией газопровода занимается ООО «Газпром трансгаз Томск».

## История
С целью ускорить решение задачи поставки природного газа во Владивосток (до начала ежегодного Саммита АТЭС 2012) в состав магистрального газопровода было предложено включить действовавший на тот момент газопровод «Комсомольск-на-Амуре — Хабаровск» длиной 369 км. В этой связи проектируемый газопровод был переименован в газопровод «Сахалин-Хабаровск-Владивосток» и первый этап нового строительства газопровода (первый пусковой комплекс) включал прокладку магистрали от Сахалина (головная компрессорная станция «Сахалин») до Комсомольска-на-Амуре (первые 505 км ГТС) и от Хабаровска до Владивостока (длиной 845 км).
В сентябре 2007 года Министерство энергетики Российской Федерации одобрило программу газификации регионов Сибири и Дальнего Востока. 23 июля 2008 года проект трубопровода был одобрен советом директоров Газпрома. На этом же заседании была одобрена покупка первой очереди газопровода Сахалин-Комсомольск-Хабаровск (445 километров) сделанного по заказу компании «Дальтрансгаз», бывшей ранее филиалом компании «Роснефть».
К ноябрю 2008 года были закончены проектно-изыскательские работы, рабочая документация была подготовлена к апрелю 2009 года. Строительство было начато 31 июля 2009 года в Хабаровске, прошла торжественная церемония, в ходе которой премьер-министр РФ Владимир Путин принял участие в сварке первого стыка газопровода.
8 сентября 2011 года запущен в эксплуатацию первый пусковой комплекс газопровода. В церемонии открытия, состоявшейся в бухте Аякс на острове Русский, принял участие премьер-министр России.
11 декабря 2017 года Главгосэкспертиза России одобрила проект реализации второго этапа строительства ГТС (второй пусковой комплекс), предусматривающий прокладку нового газопровода между Комсомольском-на-Амуре и Хабаровском (участок ГТС с 505-го по 874-й км).
26 октября 2018 года «Газпром» подвёл итоги тендера на строительство второго пускового конкурса ГТС — строительство дублирующей нитки газопровода на участке Комсомольск-на-Амуре — Хабаровск (369 км). Срок завершения строительства — сентябрь 2020 года.
На 3 сентября 2020 года сварено более половины линейной части проекта расширения газопровода «Сахалин-Хабаровск-Владивосток».

## Сила Сибири — 3
«Сила Сибири — 3» — продолжение уже существующего магистрального газопровода Сахалин — Хабаровск — Владивосток с шельфовых месторождений «Сахалин-3».
Этот маршрут имеет более короткое плечо доставки по сравнению с «Силой Сибири» и «Силой Сибири — 2», но поскольку ресурсной базой газопровода являются шельфовые месторождения, то здесь будет выше стоимость самого газа.
По дальневосточному маршруту из России в Китай может поставляться 5—10 млрд м³/год газа.
22 августа 2018 года «Газпром» разместил на портале Госзакупок тендер на разработку проектной документации по газопроводу — отводу от магистрального газопровода (МГП) Сахалин — Хабаровск — Владивосток (СХВ) до государственной границы с Китаем.
4 февраля 2022 года, во время визита Владимира Путина в Китай, был подписан контракт на поставку 10 млрд м³ газа в год с Дальнего Востока.

## Дополнительная информация
| Dy                                    | 1220 мм |
| Ру                                    | 9,8 МПа |
| Инвестор                              | ОАО «Газпром» |
| Заказчик                              | ООО «Газпром инвест Восток» |
| Генпроектировщик                      | ОАО «Гипрогазцентр» |
| Генподрядчики                         | ООО «Стройгазконсалтинг» — участок км 925,9 — км 1453,5, протяжённость — 527,6 км ООО «ОРИОН-СТРОЙ» — участок км 1453,5 — км 1690,25, протяжённость — 236,75 км ООО «Межрегионтрубопроводстрой» — участок км 133,9 — км 158,0 ООО «Стройгазмонтаж» ФГУП «ГУСС «Дальспецстрой» ОАО «Газпром автоматизация»                                                                                        |
| Подрядчики по пусконаладочным работам | ОАО «Оргэнергогаз» — Генподрядчик СУ «Южоргэнергогаз», «Хабаровский участок ОАО "Оргэнергогаз"» ООО «Контроль и наладка» — ПНР оборудования тепло-водоснабжения ЗАО «Звезда-Энергетика» — ПНР ЭСН, ДЭС, автономных источников электроснабжения ООО «АСУ Про» — ПНР системы телемеханики ОАО «Искра-Турбогаз» — ПНР ГПА ЗАО "НПФ «Система - Сервис» — разработка и ПНР систем управления ГПА и КЦ |